# Inlands domsagas valkrets
Inlands domsagas valkrets var en egen valkrets med ett mandat vid riksdagsvalen till andra kammaren 1866–1908. Valkretsen, som omfattade området Inland med dess fyra härader Inlands södre, Inlands Nordre, Inlands Torpe och Inlands Fräkne, avskaffades vid införandet av proportionellt valsystem i valet 1911 och uppgick då i Göteborgs och Bohus läns södra valkrets.

## Riksdagsmän
- Anders Andersson, lmp (1867–1887)
- Max Kilman, nya lmp 1888–1889 (1888–1890)
- Anders Andersson, gamla lmp (1891–1893)
- Pehr Andreasson, nya lmp 1894, lmp 1895–1899 (1894–1899)
- Johan Larsson, lmp 1900–1903, vilde 1904, lmp 1905–1908 (1900–1908)
- Cornelius Olsson, lmp (1909–1911)

## Valresultat

### 1887 I
| Andrakammarvalet i Sverige 1887 I: Inlands domsagas valkrets | Andrakammarvalet i Sverige 1887 I: Inlands domsagas valkrets | Andrakammarvalet i Sverige 1887 I: Inlands domsagas valkrets | Andrakammarvalet i Sverige 1887 I: Inlands domsagas valkrets | Andrakammarvalet i Sverige 1887 I: Inlands domsagas valkrets |
| Kandidat                                                     | Kandidat                                                     | Röster                                                       | Röster                                                       | Röster                                                       |
| Kandidat                                                     | Kandidat                                                     | Antal                                                        | %                                                            | +− %                                                         |
| ------------------------------------------------------------ | ------------------------------------------------------------ | ------------------------------------------------------------ | ------------------------------------------------------------ | ------------------------------------------------------------ |
|                                                              | Anders Andersson (frih.)                                     | 630                                                          | 56,4                                                         |                                                              |
|                                                              | Max Kilman (prot.)                                           | 460                                                          | 41,1                                                         |                                                              |
|                                                              | Johannes Vilhelmsson (prot.)                                 | 25                                                           | 2,2                                                          |                                                              |
|                                                              | Övriga kandidater                                            | 3                                                            | 0,3                                                          |                                                              |
| Antal giltiga röster                                         | Antal giltiga röster                                         | 1 118                                                        |                                                              |                                                              |
| Kasserade röster                                             | Kasserade röster                                             | 15                                                           |                                                              |                                                              |
| Totalt                                                       | Totalt                                                       | 1 133                                                        |                                                              |                                                              |

Valet ägde rum den 12 april 1887. Valdeltagandet var 58,9%.

### 1887 II
| Andrakammarvalet i Sverige 1887 II: Inlands domsagas valkrets | Andrakammarvalet i Sverige 1887 II: Inlands domsagas valkrets | Andrakammarvalet i Sverige 1887 II: Inlands domsagas valkrets | Andrakammarvalet i Sverige 1887 II: Inlands domsagas valkrets | Andrakammarvalet i Sverige 1887 II: Inlands domsagas valkrets |
| Kandidat                                                      | Kandidat                                                      | Röster                                                        | Röster                                                        | Röster                                                        |
| Kandidat                                                      | Kandidat                                                      | Antal                                                         | %                                                             | +− %                                                          |
| ------------------------------------------------------------- | ------------------------------------------------------------- | ------------------------------------------------------------- | ------------------------------------------------------------- | ------------------------------------------------------------- |
|                                                               | Max Kilman (NL)                                               | 375                                                           | 46,6                                                          | ▲5,5                                                          |
|                                                               | Anders Andersson (frih.)                                      | 365                                                           | 45,3                                                          | ▼11,1                                                         |
|                                                               | Magnus Ysenius (prot.)                                        | 38                                                            | 4,7                                                           |                                                               |
|                                                               | Andreas Amundsson (prot.)                                     | 16                                                            | 2,0                                                           |                                                               |
|                                                               | Övriga kandidater                                             | 11                                                            | 1,4                                                           |                                                               |
| Antal giltiga röster                                          | Antal giltiga röster                                          | 805                                                           |                                                               |                                                               |
| Kasserade röster                                              | Kasserade röster                                              | 6                                                             |                                                               |                                                               |
| Totalt                                                        | Totalt                                                        | 811                                                           |                                                               |                                                               |

Valet ägde rum den 22 augusti 1887. Valdeltagandet var 43,9%.

### 1890
| Andrakammarvalet i Sverige 1890: Inlands domsagas valkrets | Andrakammarvalet i Sverige 1890: Inlands domsagas valkrets | Andrakammarvalet i Sverige 1890: Inlands domsagas valkrets | Andrakammarvalet i Sverige 1890: Inlands domsagas valkrets | Andrakammarvalet i Sverige 1890: Inlands domsagas valkrets |
| Kandidat                                                   | Kandidat                                                   | Röster                                                     | Röster                                                     | Röster                                                     |
| Kandidat                                                   | Kandidat                                                   | Antal                                                      | %                                                          | +− %                                                       |
| ---------------------------------------------------------- | ---------------------------------------------------------- | ---------------------------------------------------------- | ---------------------------------------------------------- | ---------------------------------------------------------- |
|                                                            | Anders Andersson (GL)                                      | 355                                                        | 42,7                                                       | ▼2,6                                                       |
|                                                            | Pehr Andreasson (prot.)                                    | 331                                                        | 39,8                                                       |                                                            |
|                                                            | Johannes Vilhelmsson (prot.)                               | 87                                                         | 10,4                                                       |                                                            |
|                                                            | Andreas Amundsson (prot.)                                  | 34                                                         | 4,1                                                        | ▲2,1                                                       |
|                                                            | Övriga kandidater                                          | 25                                                         | 3,0                                                        |                                                            |
| Antal giltiga röster                                       | Antal giltiga röster                                       | 832                                                        |                                                            |                                                            |
| Kasserade röster                                           | Kasserade röster                                           | 2                                                          |                                                            |                                                            |
| Totalt                                                     | Totalt                                                     | 834                                                        |                                                            |                                                            |

Valet ägde rum den 18 augusti 1890. Valdeltagandet var 44,6%.

### 1893
| Andrakammarvalet i Sverige 1893: Inlands domsagas valkrets | Andrakammarvalet i Sverige 1893: Inlands domsagas valkrets | Andrakammarvalet i Sverige 1893: Inlands domsagas valkrets | Andrakammarvalet i Sverige 1893: Inlands domsagas valkrets | Andrakammarvalet i Sverige 1893: Inlands domsagas valkrets |
| Kandidat                                                   | Kandidat                                                   | Röster                                                     | Röster                                                     | Röster                                                     |
| Kandidat                                                   | Kandidat                                                   | Antal                                                      | %                                                          | +− %                                                       |
| ---------------------------------------------------------- | ---------------------------------------------------------- | ---------------------------------------------------------- | ---------------------------------------------------------- | ---------------------------------------------------------- |
|                                                            | Pehr Andreasson (NL)                                       | 512                                                        | 55,2                                                       | ▲15,4                                                      |
|                                                            | Anders Andersson (GL)                                      | 406                                                        | 43,7                                                       | ▲1,0                                                       |
|                                                            | Övriga kandidater                                          | 10                                                         | 1,1                                                        |                                                            |
| Antal giltiga röster                                       | Antal giltiga röster                                       | 928                                                        |                                                            |                                                            |
| Kasserade röster                                           | Kasserade röster                                           | 5                                                          |                                                            |                                                            |
| Totalt                                                     | Totalt                                                     | 933                                                        |                                                            |                                                            |

Valet ägde rum den 14 augusti 1893. Valdeltagandet var 52,4%.

### 1896
| Andrakammarvalet i Sverige 1896: Inlands domsagas valkrets | Andrakammarvalet i Sverige 1896: Inlands domsagas valkrets | Andrakammarvalet i Sverige 1896: Inlands domsagas valkrets | Andrakammarvalet i Sverige 1896: Inlands domsagas valkrets | Andrakammarvalet i Sverige 1896: Inlands domsagas valkrets |
| Kandidat                                                   | Kandidat                                                   | Röster                                                     | Röster                                                     | Röster                                                     |
| Kandidat                                                   | Kandidat                                                   | Antal                                                      | %                                                          | +− %                                                       |
| ---------------------------------------------------------- | ---------------------------------------------------------- | ---------------------------------------------------------- | ---------------------------------------------------------- | ---------------------------------------------------------- |
|                                                            | Pehr Andreasson (L, prot.)                                 | 505                                                        | 60,3                                                       | ▲5,1                                                       |
|                                                            | Johan Larsson (högerfrih.)                                 | 327                                                        | 39,0                                                       |                                                            |
|                                                            | Övriga kandidater                                          | 6                                                          | 0,7                                                        |                                                            |
| Antal giltiga röster                                       | Antal giltiga röster                                       | 838                                                        |                                                            |                                                            |
| Kasserade röster                                           | Kasserade röster                                           | 4                                                          |                                                            |                                                            |
| Totalt                                                     | Totalt                                                     | 842                                                        |                                                            |                                                            |

Valet ägde rum den 20 augusti 1896. Valdeltagandet var 46,9%.

### 1899
| Andrakammarvalet i Sverige 1899: Inlands domsagas valkrets | Andrakammarvalet i Sverige 1899: Inlands domsagas valkrets | Andrakammarvalet i Sverige 1899: Inlands domsagas valkrets | Andrakammarvalet i Sverige 1899: Inlands domsagas valkrets | Andrakammarvalet i Sverige 1899: Inlands domsagas valkrets |
| Kandidat                                                   | Kandidat                                                   | Röster                                                     | Röster                                                     | Röster                                                     |
| Kandidat                                                   | Kandidat                                                   | Antal                                                      | %                                                          | +− %                                                       |
| ---------------------------------------------------------- | ---------------------------------------------------------- | ---------------------------------------------------------- | ---------------------------------------------------------- | ---------------------------------------------------------- |
|                                                            | Johan Larsson                                              | 382                                                        | 51,5                                                       | ▲12,5                                                      |
|                                                            | Pehr Andreasson                                            | 351                                                        | 47,3                                                       | ▼13,0                                                      |
|                                                            | Övriga kandidater                                          | 9                                                          | 1,2                                                        |                                                            |
| Antal giltiga röster                                       | Antal giltiga röster                                       | 742                                                        |                                                            |                                                            |
| Kasserade röster                                           | Kasserade röster                                           | 1                                                          |                                                            |                                                            |
| Totalt                                                     | Totalt                                                     | 743                                                        |                                                            |                                                            |

Valet ägde rum den 22 augusti 1899. Valdeltagandet var 38,7%.

### 1902
| Andrakammarvalet i Sverige 1902: Inlands domsagas valkrets | Andrakammarvalet i Sverige 1902: Inlands domsagas valkrets | Andrakammarvalet i Sverige 1902: Inlands domsagas valkrets | Andrakammarvalet i Sverige 1902: Inlands domsagas valkrets | Andrakammarvalet i Sverige 1902: Inlands domsagas valkrets |
| Kandidat                                                   | Kandidat                                                   | Röster                                                     | Röster                                                     | Röster                                                     |
| Kandidat                                                   | Kandidat                                                   | Antal                                                      | %                                                          | +− %                                                       |
| ---------------------------------------------------------- | ---------------------------------------------------------- | ---------------------------------------------------------- | ---------------------------------------------------------- | ---------------------------------------------------------- |
|                                                            | Johan Larsson                                              | 491                                                        | 92,5                                                       | ▲41,0                                                      |
|                                                            | Lars Johan Nyblom (höger)                                  | 29                                                         | 5,4                                                        |                                                            |
|                                                            | Övriga kandidater                                          | 11                                                         | 2,1                                                        |                                                            |
| Antal giltiga röster                                       | Antal giltiga röster                                       | 531                                                        |                                                            |                                                            |
| Kasserade röster                                           | Kasserade röster                                           | 0                                                          |                                                            |                                                            |
| Totalt                                                     | Totalt                                                     | 531                                                        |                                                            |                                                            |

Valet ägde rum den 14 september 1902. Valdeltagandet var 28,0%.

### 1905
| Andrakammarvalet i Sverige 1905: Inlands domsagas valkrets | Andrakammarvalet i Sverige 1905: Inlands domsagas valkrets | Andrakammarvalet i Sverige 1905: Inlands domsagas valkrets | Andrakammarvalet i Sverige 1905: Inlands domsagas valkrets | Andrakammarvalet i Sverige 1905: Inlands domsagas valkrets |
| Kandidat                                                   | Kandidat                                                   | Röster                                                     | Röster                                                     | Röster                                                     |
| Kandidat                                                   | Kandidat                                                   | Antal                                                      | %                                                          | +− %                                                       |
| ---------------------------------------------------------- | ---------------------------------------------------------- | ---------------------------------------------------------- | ---------------------------------------------------------- | ---------------------------------------------------------- |
|                                                            | Johan Larsson                                              | 572                                                        | 58,8                                                       | ▼33,7                                                      |
|                                                            | Lars Johan Nyblom (höger)                                  | 395                                                        | 40,6                                                       | ▲35,2                                                      |
|                                                            | Övriga kandidater                                          | 6                                                          | 0,6                                                        |                                                            |
| Antal giltiga röster                                       | Antal giltiga röster                                       | 973                                                        |                                                            |                                                            |
| Kasserade röster                                           | Kasserade röster                                           | 0                                                          |                                                            |                                                            |
| Totalt                                                     | Totalt                                                     | 973                                                        |                                                            |                                                            |

Valet ägde rum den 10 september 1905. Valdeltagandet var 48,9%.

### 1908
| Andrakammarvalet i Sverige 1908: Inlands domsagas valkrets | Andrakammarvalet i Sverige 1908: Inlands domsagas valkrets | Andrakammarvalet i Sverige 1908: Inlands domsagas valkrets | Andrakammarvalet i Sverige 1908: Inlands domsagas valkrets | Andrakammarvalet i Sverige 1908: Inlands domsagas valkrets |
| Kandidat                                                   | Kandidat                                                   | Röster                                                     | Röster                                                     | Röster                                                     |
| Kandidat                                                   | Kandidat                                                   | Antal                                                      | %                                                          | +− %                                                       |
| ---------------------------------------------------------- | ---------------------------------------------------------- | ---------------------------------------------------------- | ---------------------------------------------------------- | ---------------------------------------------------------- |
|                                                            | Cornelius Olsson                                           | 667                                                        | 55,4                                                       |                                                            |
|                                                            | Johan Larsson (liberal)                                    | 521                                                        | 43,3                                                       | ▼15,5                                                      |
|                                                            | Övriga kandidater                                          | 16                                                         | 1,3                                                        |                                                            |
| Antal giltiga röster                                       | Antal giltiga röster                                       | 1 204                                                      |                                                            |                                                            |
| Kasserade röster                                           | Kasserade röster                                           | 1                                                          |                                                            |                                                            |
| Totalt                                                     | Totalt                                                     | 1 205                                                      |                                                            |                                                            |

Valet ägde rum den 6 september 1908. Valdeltagandet var 57,5%.